# Doug Wickenheiser Memorial Trophy
Die Doug Wickenheiser Memorial Trophy ist eine Eishockeytrophäe, die von der Western Hockey League jährlich an denjenigen Spieler der WHL verliehen wird, der sich durch soziales oder gesellschaftliches Engagement hervorgetan hat. Die Auszeichnung wurde erstmals in der Saison 1992/93 vergeben. Die ursprünglich als Humanitarian of the Year Trophy vergebene Trophäe wurde 2001 nach Doug Wickenheiser, einem ehemaligen Spieler der Regina Pats und Gesamterster beim NHL Entry Draft 1980, benannt, der 1999 an Krebs starb.

## Gewinner
Erläuterungen: Farblich unterlegte Spieler haben im selben Jahr den CHL Humanitarian of the Year Award gewonnen.
| Jahr    | Spieler               | Team                  |
| ------- | --------------------- | --------------------- |
| 2024/25 | Kyle McDonough        | Portland Winterhawks  |
| 2023/24 | Ty Hurley             | Kelowna Rockets       |
| 2022/23 | Logan Stankoven       | Kamloops Blazers      |
| 2021/22 | Luke Prokop           | Edmonton Oil Kings    |
| 2020/21 | nicht vergeben        | nicht vergeben        |
| 2019/20 | Riley Fiddler-Schultz | Calgary Hitmen        |
| 2018/19 | Will Warm             | Edmonton Oil Kings    |
| 2017/18 | Ty Ronning            | Vancouver Giants      |
| 2016/17 | Tyler Wong            | Lethbridge Hurricanes |
| 2015/16 | Tyler Wong            | Lethbridge Hurricanes |
| 2014/15 | Taylor Vickerman      | Tri-City Americans    |
| 2013/14 | Sam Fioretti          | Moose Jaw Warriors    |
| 2012/13 | Cody Sylvester        | Calgary Hitmen        |
| 2011/12 | Taylor Vause          | Swift Current Broncos |
| 2010/11 | Spencer Edwards       | Moose Jaw Warriors    |
| 2009/10 | Matt Fraser           | Kootenay Ice          |
| 2008/09 | Taylor Procyshen      | Tri-City Americans    |
| 2007/08 | Ashton Hewson         | Prince Albert Raiders |
| 2006/07 | Kyle Moir             | Swift Current Broncos |
| 2005/06 | Wacey Rabbit          | Saskatoon Blades      |
| 2004/05 | Colin Fraser          | Red Deer Rebels       |
| 2003/04 | Braydon Coburn        | Portland Winter Hawks |
| 2002/03 | Ryan Craig            | Brandon Wheat Kings   |
| 2001/02 | Brandin Cote          | Spokane Chiefs        |
| 2000/01 | Jim Vandermeer        | Red Deer Rebels       |
| 1999/00 | Chris Nielsen         | Calgary Hitmen        |
| 1998/99 | Andrew Ference        | Portland Winter Hawks |
| 1997/98 | Jesse Wallin          | Red Deer Rebels       |
| 1996/97 | Jesse Wallin          | Red Deer Rebels       |
| 1995/96 | Darryl Laplante       | Moose Jaw Warriors    |
| 1994/95 | Grady Manson          | Moose Jaw Warriors    |
| 1993/94 | Jason Widmer          | Lethbridge Hurricanes |
| 1992/93 | Jamie Pushor          | Lethbridge Hurricanes |